# Георгиади, Иван Александрович
Иван Александрович Георгиади (1895, Санкт-Петербург – 1974, Ленинград) – контр-адмирал (21.05.1941) советского военно-морского флота, доцент.

## Биография
Окончил Псковский кадетский корпус и Морской корпус с производством 30 июля 1915 года в чин мичмана. 
В должности командира тральщика «Крамбола» участвовал в Ледовом походе. В мае-августа 1918 года исполнял должность артиллерийского специалиста эскадренного миноносца «Всадник». В августе-декабре 1918 года в должности командира дивизиона судов Волжской флотилии участвовал в Гражданской войне. С декабря 1918 года по июнь 1919 года обучался в Соединенных классах специалистов командного состава флота. В июне-декабре 1919 года командовал дивизионом судов Каспийской флотилии. С декабря 1919 по май 1920 года обучался в Соединенных классах специалистов командного состава флота. В мае-июле 1920 года занимал должность штурмана дивизиона тральщиков Балтийского флота. В 1920—1922 годах командовал 7-м дивизионом ММ. В 1922—1923 годах занимал должность флаг-секретаря дивизии траления. В феврале-октябре 1923 года командовал тральщиком «Стрела». В 1923—1924 годах командовал минным заградителем «Березина». В 1924—1925 годах командовал минным заградителем «9-е января». В 1925—1930 годах командовал эскадренным миноносцем «Урицкий». В 1930—1934 годах занимал должность преподавателя Военно-морской академии имени К. Е. Ворошилова. В 1934—1938 годах занимал должность старшего руководителя кафедры тактики Военно-морской академии имени К. Е. Ворошилова.  В июне 1938 года присвоено учёное звание доцент. В 1938—1940 годах занимал должность доцента кафедры тактики. 28 марта 1939 года присвоено звание капитана 1-го ранга.
В 1940—1943 годах исполнял обязанности профессора кафедры тактики Военно-морской академии имени К. Е. Ворошилова.  21 мая 1941 года присвоено звание контр-адмирала. В 1943—1944 годах занимал должность старшего преподавателя  кафедры тактики Военно-морской академии имени К. Е. Ворошилова. В июне-ноябре 1944 года занимал должность начальника Учёбного отдела Управления Военно-морских учебных заведений. 22 июля 1944 года Указом Президиума Верховного совета СССР был награжден орденом Трудового Красного Знамени. В ноябре 1944 года назначен заместителем начальника управления ВМУЗ. Награжден «за долгосрочную и безупречную службу» 3 ноября 1944 года орденом Красного Знамени и 21 февраля 1945 года орденом Ленина . 21 июля 1945 года награжден орденом Отечественной войны I степени.  В 1947 году награждён вторым орденом Красного Знамени. В апреле 1949 года отчислен в распоряжение главнокомандующего ВМС. В октябре 1949 года уволен в запас.